# Вали ду Итажаи
Вали до Итажаѝ е мезорегион в щата Санта Катарина, Бразилия с обща площ 13 003.018 km² и население 1 352 319 души (2006).

## Административно деление
Мезорегионът се поделя на 4 микрорегиона и 53 общини.
Микрорегиони:
- Блуменау
- Итажаи
- Итупоранга
- Рио до Сул